# Deronectes witzgalli
Deronectes witzgalli är en skalbaggsart som beskrevs av Hans Fery och Michel Brancucci 1997. Deronectes witzgalli ingår i släktet Deronectes och familjen dykare. Inga underarter finns listade i Catalogue of Life.